# Síndrome de Estocolmo

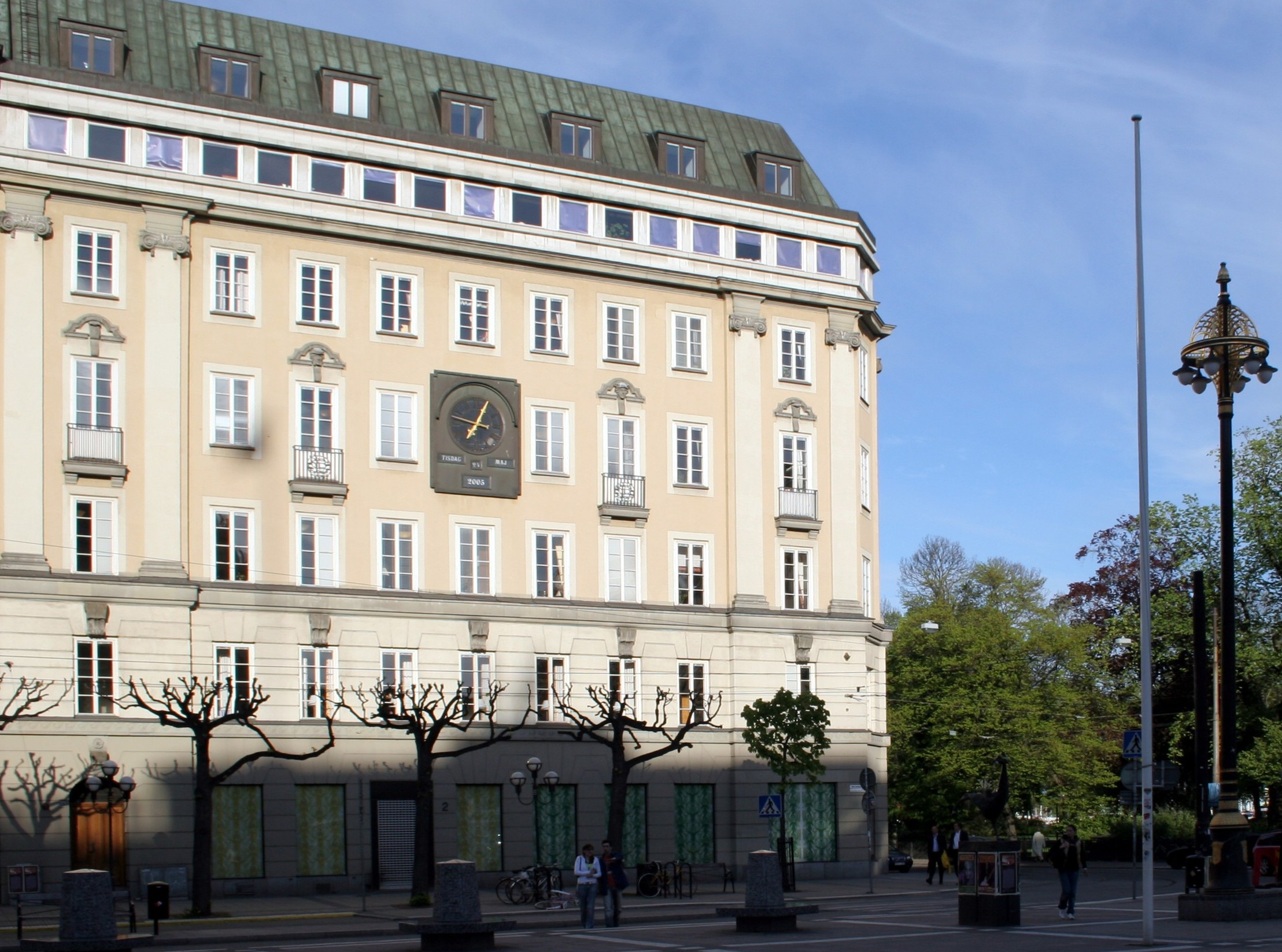
Kreditbanken em Norrmalmstorg, Estocolmo

Síndrome de Estocolmo ou síndroma de Estocolomo (Stockholmssyndromet em sueco) é uma condição ou teoria proposta que tenta explicar por que, às vezes, reféns desenvolvem um vínculo psicológico com seus captores. Supõe-se que resulte de um conjunto bastante específico de circunstâncias, ou seja, os desequilíbrios de poder contidos em situações de reféns, sequestros e relacionamentos abusivos. Portanto, é difícil encontrar um grande número de pessoas que experimentam a síndrome de Estocolmo para conduzir estudos com qualquer tipo de validade ou tamanho de amostra útil. Isso dificulta determinar tendências no desenvolvimento e nos efeitos da condição e na verdade é uma "doença contestada" devido a dúvidas sobre a legitimidade da condição.
Os laços emocionais podem possivelmente se formar entre captores e cativos, durante o tempo íntimo juntos, mas esses são considerados irracionais por alguns à luz do perigo ou risco enfrentado pelas vítimas. A síndrome de Estocolmo nunca foi incluída no Manual Diagnóstico e Estatístico de Transtornos Mentais (DSM), a ferramenta padrão para o diagnóstico de doenças e transtornos psiquiátricos nos Estados Unidos, principalmente devido à falta de um corpo consistente de pesquisa acadêmica. A síndrome é rara: de acordo com dados do FBI, cerca de 8% das vítimas de sequestro mostram evidências da síndrome de Estocolmo.
A síndrome de Estocolmo é paradoxal porque os sentimentos simpáticos que os cativos sentem em relação aos seus captores são o oposto do medo e desdém que um observador pode sentir em relação aos captores.
Existem quatro componentes-chave que caracterizam a síndrome de Estocolmo:
- O desenvolvimento de sentimentos positivos por parte do refém em relação ao captor
- Nenhuma relação prévia entre refém e captor
- Recusa dos reféns em cooperar com a polícia e outras autoridades governamentais
- A crença do refém na humanidade do captor, deixando de percebê-lo como uma ameaça, quando a vítima compartilha dos mesmos valores do agressor.

A síndrome de Estocolmo é uma "doença contestada" devido à dúvida sobre a legitimidade da condição. Também descreve as reações de algumas vítimas de abuso além do contexto de sequestros ou tomada de reféns. Ações e atitudes semelhantes às que sofrem da síndrome de estocolmo também foram encontradas em vítimas de abuso sexual, tráfico humano, terror e opressão política e religiosa.

## Nome
Essa síndrome recebe seu nome em referência ao famoso assalto de Norrmalmstorg do Kreditbanken em Norrmalmstorg, Estocolmo que durou de 23 a 28 de agosto de 1973. Nesse acontecimento, as vítimas continuavam a defender seus raptores mesmo depois dos seis dias de prisão física terem terminado e mostraram um comportamento reticente nos processos judiciais que se seguiram. O termo foi cunhado pelo criminólogo e psicólogo Nils Bejerot, que ajudou a polícia durante o assalto, e se referiu à síndrome durante uma reportagem. Ele foi então adotado por muitos psicólogos no mundo todo.

## Explicação
A síndrome é relacionada à captura da noiva e tópicos semelhantes na antropologia cultural.
A princípio, as vítimas passam a se identificar emocionalmente com os sequestradores por meio de retaliação e/ou violência. Pequenos gestos gentis por parte dos raptores são frequentemente amplificados porque o refém não consegue ter uma visão clara da realidade e do perigo em tais circunstâncias. Por esse motivo, as tentativas de libertação são tidas como ameaça. É importante notar que os sintomas são consequência de um stress físico e emocional extremo. O complexo e dúbio comportamento de afetividade e ódio simultâneo junto aos raptores é considerado uma estratégia de sobrevivência por parte das vítimas.
Observa-se que o processo da  síndrome ocorre sem que a vítima tenha consciência disso. A mente fabrica uma estratégia ilusória para proteger a psique da vítima. A identificação afetiva e emocional com o sequestrador acontece para proporcionar afastamento emocional da realidade perigosa e violenta a qual a pessoa está sendo submetida. Entretanto, a vítima não se torna totalmente alheia à sua própria situação, parte de sua mente conserva-se alerta ao perigo e é isso que faz com que a maioria das vítimas tente escapar do sequestrador em algum momento, mesmo em casos de cativeiro prolongado. Não são todas as vítimas que desenvolvem traumas após o fim da situação.
É importante notar que a síndrome de Estocolmo não é um diagnóstico psicológico, não existindo consenso entre os especialistas se esta condição realmente existe.

## História
O caso mais famoso e mais característico do quadro da doença é o de Patty Hearst, que desenvolveu a síndrome em 1974, após ser sequestrada durante um assalto a banco realizado pelo grupo de extrema-esquerda (o Exército Simbionês de Libertação). Depois de libertada do cativeiro, Patty juntou-se aos seus raptores, indo viver com eles e sendo cúmplice em assalto a bancos.
A  síndrome pode se desenvolver em vítimas de sequestro, em cenários de guerra, sobreviventes de campos de concentração, pessoas que são submetidas a prisão domiciliar por familiares e também em vítimas de abusos pessoais, como pessoas submetidas a violência doméstica e familiar. É comum também no caso de violência doméstica e familiar em que a vítima é agredida pelo cônjuge e continua a amá-lo e defendê-lo como se as agressões fossem normais.